# Áurea de San Millán
Áurea u Oria de San Millán o de Villavelayo (1043 en Villavelayo-11 de marzo de 1070 en San Millán de la Cogolla), es una santa de la tradición cristiana occidental.

## Biografía

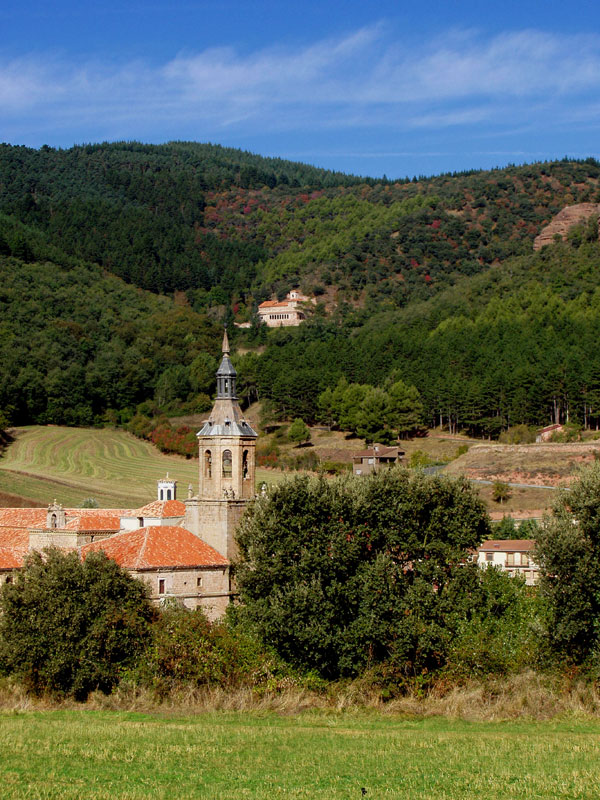
Monasterio de Yuso y, al fondo, monasterio de Suso, donde vivió Santa Oria.

Todos los datos fundamentales de su vida son conocidos por la obra de Gonzalo de Berceo, Poema o Vida de santa Oria. La santa nació en el pueblo riojano de Villavelayo, sus padres fueron García y Amuña, quienes hicieron mucha oración para poder concebirla. A la tierna edad de diez años se recluyó, junto con su madre, en el monasterio de San Millán de Suso, en el cual permaneció hasta su muerte. Mostró durante su infancia desapego por el mundo material, siendo niña tuvo ocasión de presenciar la romería al monasterio benedictino de San Millán de la Cogolla para el traslado del cuerpo de san Millán desde el monasterio de Suso al nuevo de Yuso.
Fue aceptada como monja benedictina. Poco tiempo después de entrar en la vida monástica, dijo que sus tres santas preferidas la habían visitado en su estrecha celda, y la habían alentado a seguir su elección de vida con más celo. Durante los últimos años de su vida, Oria gozó de visiones celestiales y, tras su muerte, se le apareció en una ensoñación a su madre. De acuerdo con la tradición, ella realizó muchos milagros y la gente de los alrededores la visitaban para pedirle consejos y oraciones. Pero pocos años después, contrajo una dolorosa enfermedad que resultó mortal.
Así, los datos proporcionados por Berceo se complementan con una Memoria Cronológica citada por el padre Argáiz cuya cronología nos revela que nació en el año 1043, se recluyó en 1052; tuvo su primera visión en 1068, cuando contaba con 25 años, y murió el 11 de marzo de 1070 a los 27 años. Berceo nos narra que su cuerpo fue enterrado en una cueva detrás del Monasterio de Suso.
Sus reliquias permanecieron en la cueva hasta que en 1609 se trasladaron a la parroquia de su Villavelayo natal, donde se creó una ermita en su honor en la casa donde nació y una Cofradía que se preocupa de tributarle la veneración correspondiente.
Su fiesta se conmemora el 11 de marzo.

## Confusión histórica
A los nueve años de edad Oria llegó junto con su madre al monasterio de Suso, en San Millán, donde tomó el hábito con perpetuo encerramiento y clausura, «como era costumbre en aquella época que viviesen los monjes y monjas juntos». Existe confusión de este hecho con otra niña llamada también Oria que en Silos, pidió el velo al abad Domingo de Silos viviendo en el monasterio de San Sebastián. Santo Domingo de Silos nunca fue abad del monasterio de San Millán.